# 中央人民政府建筑工程部
中央人民政府建筑工程部，简称“建工部”，是根据1952年8月7日中央人民政府委员会第十七次会议通过的决议成立的一个部门。该决议指出，成立中央人民政府建筑工程部是为了适应即将到来的大规模的国家建设。

## 部门工作
按照相关规定，中央人民政府建筑工程部在中央人民政府政务院财政经济委员会的指导下展开工作。
根据1953年9月7日《中共中央关于中央建筑工程部工作的决定》规定，建筑工程部的基本任务是负责国家基本建设中的工业建设，特别是重工业建设任务的实现，其次负责一般建筑的建设任务。建筑工程部组建时，是在已有的八个建筑工程师（部队建制）及一部分有基础的建筑企业为骨干，负责组织一支政治素质良好、有高度技术的工业建筑队伍。为了使建筑工程部便于集中力量，执行工业建设的任务，中共中央和政务院决定，原由其承担的国防工程任务，移交中央军委有关部门负责；一般民用建筑企业的管理工作移交给地方部门负责；城市规划工作仍由建筑工程部负责。

## 历史
1952年8月7日中央人民政府委员会第十七次会议通过决议，决定成立中央人民政府建筑工程部，建筑工程部是在原重工业部有关建筑工程管理机构、中央财委总建筑处的基础上组建的。
1954年9月，第一届全国人民代表大会第一次会议在北京召开，会议通过了《中华人民共和国宪法》和《中华人民共和国国务院组织法》，成立中华人民共和国国务院。根据国务院《关于设立、调整中央和地方国家机关及有关事项的通知》，中央人民政府建筑工程部即告结束。国务院按照《国务院组织法》的规定，成立了中华人民共和国建筑工程部，接替相关工作。

## 组织结构
- 中央人民政府建筑工程部
  - 办公厅
  - 计划统计司
  - 人事司
  - 学校教育司
  - 劳动工资司
  - 财务会计司
  - 基本建设司
  - 生产司
  - 技术司
  - 材料供应司
  - 金属结构总局
  - 建筑机械管理局
  - 建筑安装工程总局
  - 地方建筑管理局
  - 工业建筑设计总局
  - 城市建设总局
  - 设计总局

## 历任部长
- 部长陈正人（1952年11月19日-1954年9月）
- 副部长：
  - 周荣鑫（1952年9月）（原中央人民政府财政经济委员会副秘书长）
  - 宋裕和（1952年9月）（原总后勤部副部长、政务院食品工业部副部长）
  - 万里（原西南军政委员会工业部副部长，1952年11月）
  - 刘秀峰（原华北行政委员会副主席，1954年9月）